# Cornesia
Cornesia là một chi bướm đêm thuộc phân họ Tortricinae của họ Tortricidae.

## Các loài
- Cornesia molytes Razowski, 1993
- Cornesia ormoperla Razowski, 1981